# جون مارتيل (روائي)
جون مارتيل (بالإنجليزية: John Martel)‏ (1931)؛ محامي وروائي أمريكي.